# Knema stenophylla
Knema stenophylla är en tvåhjärtbladig växtart. Knema stenophylla ingår i släktet Knema och familjen Myristicaceae.

## Underarter
Arten delas in i följande underarter:
- K. s. longipedicellata
- K. s. stenophylla